# Liste der Biografien/Jal
Liste der Biografien |
Portal Biografien |
Personensuche
# |
A |
B |
C |
D |
E |
F |
G |
H |
I |
J |
K |
L |
M |
N |
O |
P |
Q |
R |
S |
T |
U |
V |
W |
X |
Y |
Z |
?
 
Ja |
Jb |
Jd |
Je |
Jh |
Ji |
Jj |
Jl |
Jn |
Jm |
Jo |
Jp |
Jr |
Js |
Jt |
Ju |
Jv |
Jw |
Jy
 
Jaa |
Jab |
Jac |
Jad |
Jae |
Jaf |
Jag |
Jah |
Jai |
Jaj |
Jak |
Jal |
Jam |
Jan |
Jao |
Jap |
Jaq |
Jar |
Jas |
Jat |
Jau |
Jav |
Jaw |
Jax |
Jay |
Jaz
Die Liste der Biografien führt alle Personen auf, die in der deutschsprachigen Wikipedia einen Artikel haben. Dieses ist eine Teilliste mit 132 Einträgen von Personen, deren Namen mit den Buchstaben „Jal“ beginnt.

## Jal
- Jal, Auguste (1795–1873), französischer Kunstkritiker, Biograph und Marinehistoriker
- Jal, Emmanuel (* 1980), sudanesischer Kindersoldat, Musiker, Schauspieler und Aktivist gegen den Einsatz von Kindersoldaten

### Jala
- Jala, Dominic (1951–2019), indischer Ordensgeistlicher und römisch-katholischer Erzbischof von Shillong
- Jalabert, Hyacinthe Joseph (1859–1920), französischer katholischer Geistlicher
- Jalabert, Laurent (* 1968), französischer RadrennfahrerLaurent Jalabert (* 1968)

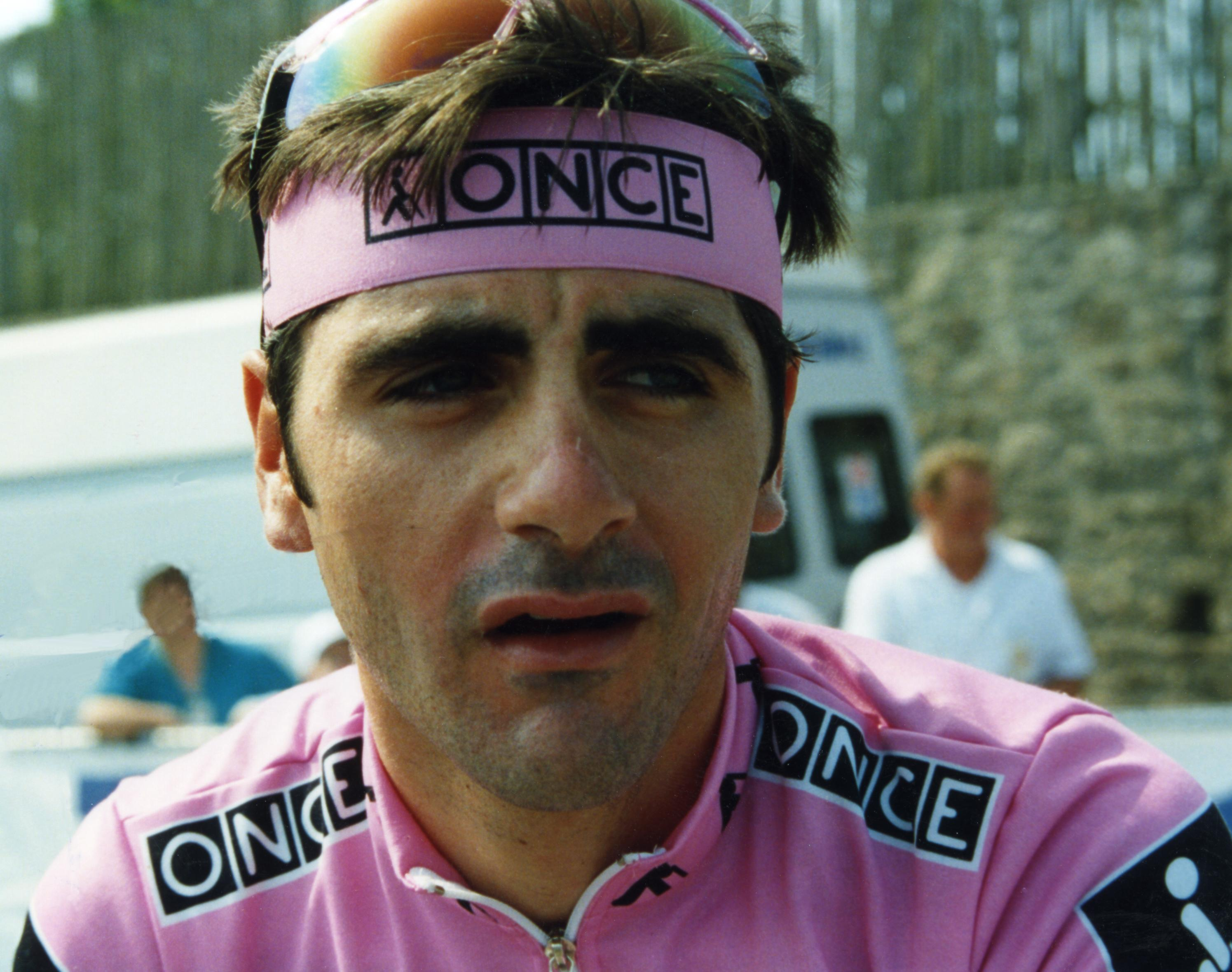
Laurent Jalabert (* 1968)

- Jalabert, Nicolas (* 1973), französischer Radrennfahrer
- Jalakh, Michel (* 1966), libanesischer maronitischer Ordensgeistlicher, Theologe und Kurienerzbischof
- Jalal ud din Firoz Khalji († 1296), Sultan von Delhi
- Jalal, Aziza (* 1958), marokkanische Sängerin
- Jalal, Farida (* 1949), indische Schauspielerin
- Jalal, Mohamed Shah (* 1966), bangladeschischer Leichtathlet
- Jalal, Naïssam (* 1984), französische Flötistin (Nay) und Komponistin
- Jalali, Abolfazl (* 1998), iranischer Fußballspieler
- Jalali, Babak (* 1978), iranischer Drehbuchautor und Filmregisseur in London
- Jalali, Bahman (1944–2010), iranischer Fotograf und Hochschullehrer für Fotografie
- Jalali, Bahram, US-amerikanischer Physiker
- Jalali, Eidin (* 1992), österreichischer Filmschauspieler
- Jalalpoor, Philip (* 1993), deutscher Basketballspieler
- Jalas, Jussi (1908–1985), finnischer Dirigent
- Jalass, Jan (* 1937), deutscher Politiker (SPD), MdHB
- Jalaß, René (* 1983), deutscher Politiker (Die Linke), MdL
- Jalasvaara, Janne (* 1984), finnischer Eishockeyspieler
- Jalawa, Hugo Erikowitsch (1874–1950), russischer Lokomotivführer und Mitglied der Kommunistischen Partei der Sowjetunion (KPdSU)
- Jalayer, Parviz (1939–2019), iranischer Gewichtheber

### Jalb
- Jalbert, Domina (1904–1991), kanadischer Aerodynamiker
- Jalbert, Elisabeth (1922–2004), deutsche Gesangspädagogin
- Jalbert, Jake, US-amerikanischer Kameramann, Filmproduzent, Filmregisseur, Filmeditor und Filmschauspieler
- Jalbert, Pierre (* 1967), US-amerikanischer Komponist
- Jałbrzykowski, Romuald (1876–1955), polnischer römisch-katholischer Geistlicher, Bischof von Łomża, Erzbischof von Vilnius

### Jald
- Jaldati, Lin (1912–1988), niederländische Sängerin und TänzerinLin Jaldati (1912–1988)

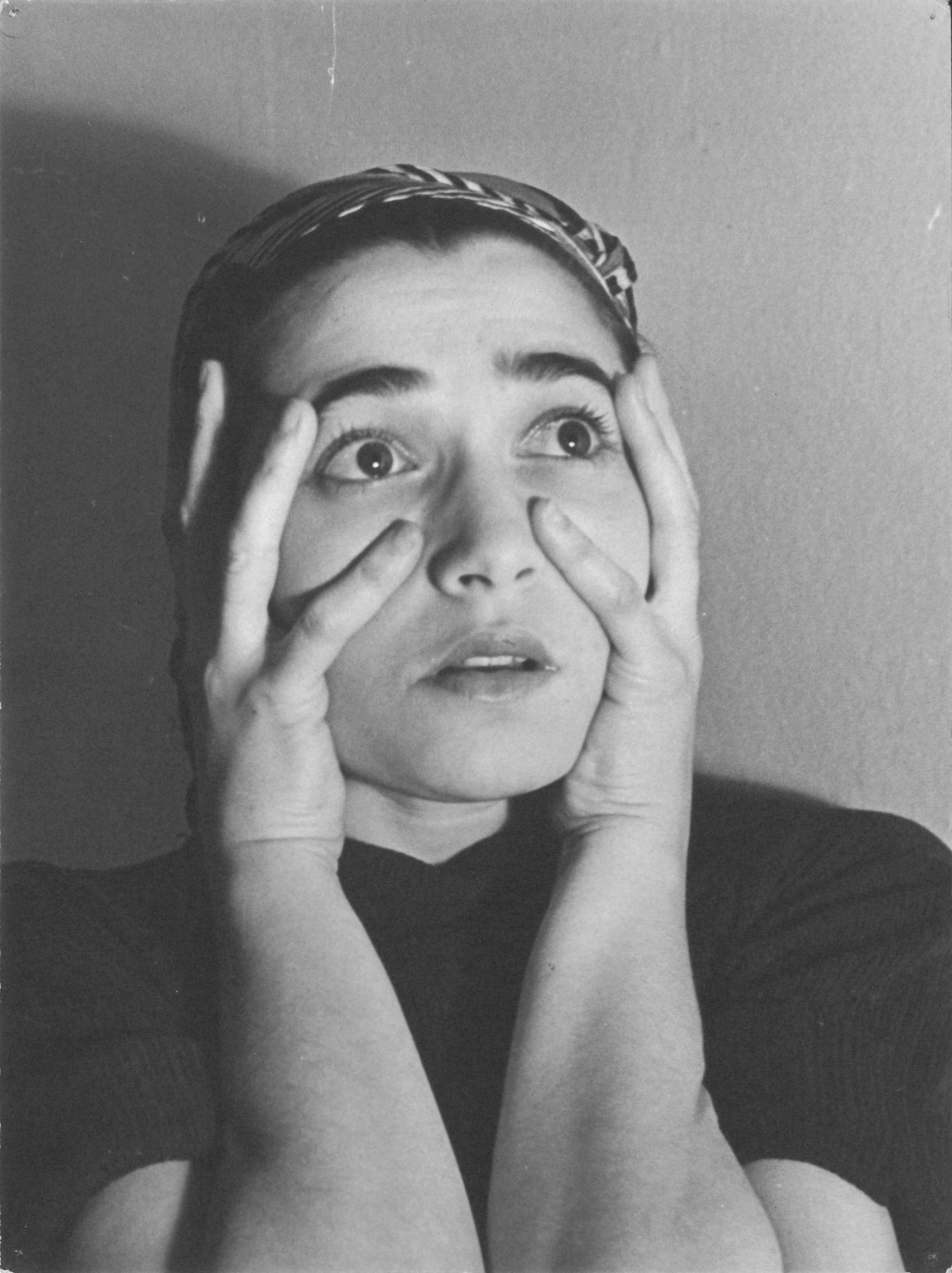
Lin Jaldati (1912–1988)

### Jale
- Jale, Afife (1902–1941), türkische Theaterschauspielerin
- Jale, Dennis, österreichischer Rockmusiker
- Jale, Grace (* 1999), neuseeländische Fußballspielerin
- Jales, Otacilio (* 1984), brasilianischer Fußballspieler
- Jalet, Damien (* 1976), belgisch-französischer Tänzer, Choreograf und Regisseur
- Jaletzky, Emil (1874–1943), deutscher Gewerkschafter und Politiker (Zentrum), MdL
- Jaley, Jean-Louis (1802–1866), französischer Bildhauer

### Jalf
- Jalfimau, Pjotr (* 1980), belarussischer Sänger

### Jali
- Jalibert, Matthieu (* 1998), französischer Rugby-Union-Spieler
- Jalics, Franz (1927–2021), ungarischer römisch-katholischer Ordenspriester und Autor geistlicher Bücher
- Jaliens, Kew (* 1978), niederländischer Fußballspieler
- Jalil (* 1987), deutscher RapperJalil (* 1987)

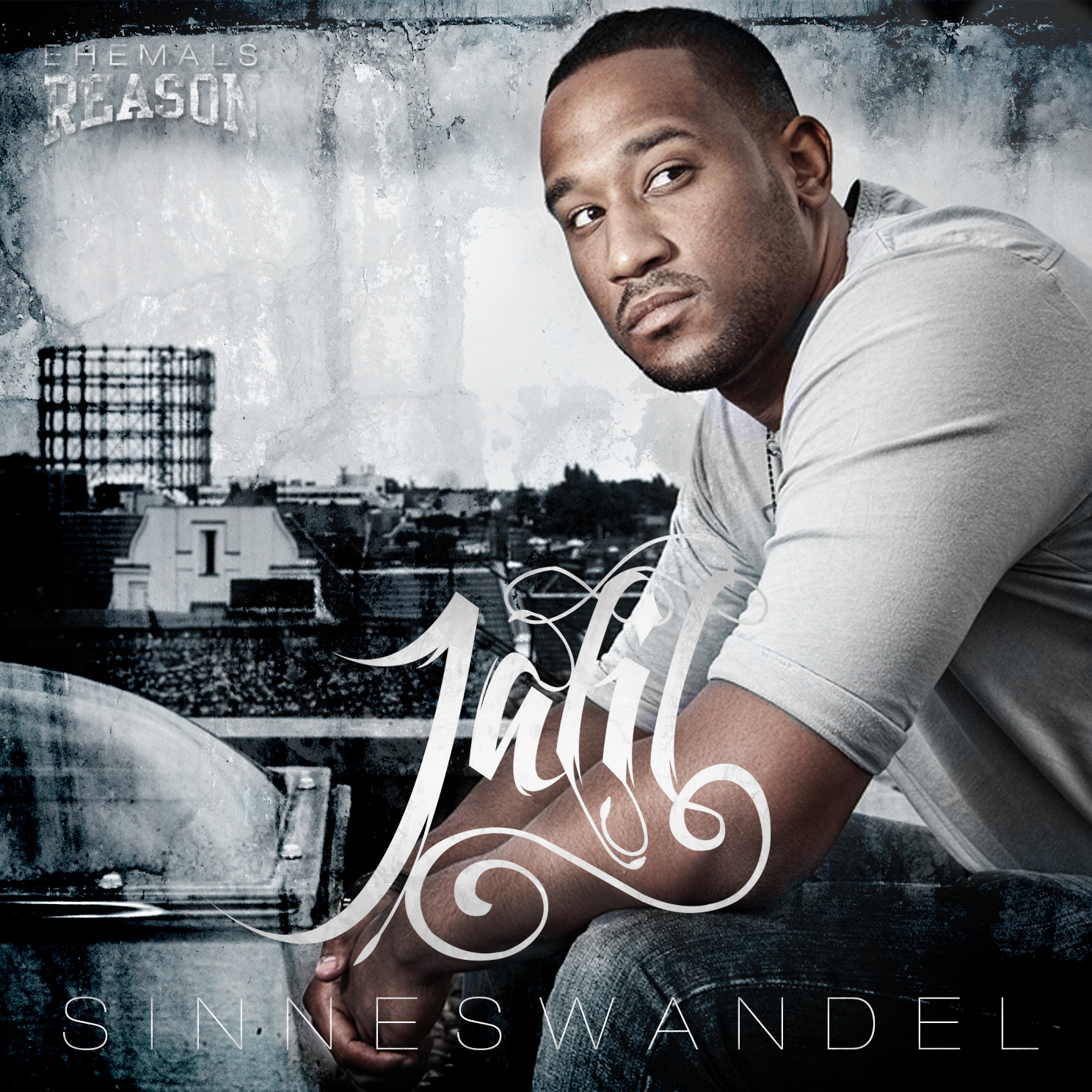
Jalil (* 1987)

- Jalil, Abdul (* 1992), afghanischer Badmintonspieler
- Jalil, Mohammad Abdul (1942–1989), Freiheitskämpfer in Bangladesch
- Jalilian, Shahram (* 1978), iranischer Iranologe, Historiker und Universitätsprofessor
- Jalilian, Simin (* 1989), iranische Malerin
- Jalilov, Ismoil (* 1948), usbekisch-sowjetischer Opernsänger und dramatischer Tenor
- Jalilvand, Vahid (* 1976), iranischer Filmregisseur, Drehbuchautor, Schauspieler, Hörfunkmoderator und Filmeditor
- Jalinska, Janīna (* 1958), lettische Politikerin
- Jalique, John (* 2004), philippinischer Fußballspieler

### Jalj
- Jaljotnau, Raman (* 1993), belarussischer Biathlet

### Jalk
- Jalk, Grete (1920–2006), dänische Möbeldesignerin, Autorin und Herausgeberin
- Jalkanen, Kalle (1907–1941), finnischer Skilangläufer
- Jalkh, Gustavo (* 1966), ecuadorianischer Politiker, Justizminister (2007–2009), Innenminister (2009–2010)
- Jalkh, Jean-François (* 1957), französischer Politiker und Journalist

### Jall
- Jallet, Christophe (* 1983), französischer Fußballspieler
- Jalloh, Alpha (* 1993), US-amerikanischer American-Football-Spieler
- Jalloh, Bunturabie (* 1998), sierra-leonische Schwimmerin
- Jalloh, Mohamed Juldeh (* 1970), sierra-leonischer Politiker, Vizepräsident
- Jalloh, Oury (1969–2005), sierra-leonischer Asylbewerber, der während eines Brandes in einer Zelle des Polizeireviers Dessau in Sachsen-Anhalt ums Leben kam
- Jallouf, Hanna (* 1952), syrischer römisch-katholischer Ordensgeistlicher und Apostolischer Vikar von Aleppo
- Jalloutz, Dorothée (1718–1788), französischer Zisterzienserabt
- Jallouz, Wael (* 1991), tunesischer Handballspieler
- Jallow, Abdoulie (* 1962), gambischer Politiker
- Jallow, Abdurahman (* 1966), gambischer Sprinter
- Jallow, Ablie (* 1998), gambischer Fußballspieler
- Jallow, Alagi Yorro, gambischer Journalist, Autor, Chefredakteur und Herausgeber
- Jallow, Baba Galleh, gambischer Politiker
- Jallow, Baboucarr H. M., gambischer Politiker
- Jallow, Binta, gambische Leichtathletin
- Jallow, Bubacarr Zaidi (* 1909), gambischer islamischer Gelehrter, Imam, Tijanniyya Khalif und Gemeindeführer in Bansang
- Jallow, Bubu P., gambischer Klimatologe
- Jallow, Cherno Omar (* 1959), gambischer Politiker
- Jallow, Dawda († 2010), gambischer Imam und Radioprediger
- Jallow, Dawda (* 1966), gambischer Leichtathlet
- Jallow, Dawda A. (* 1975), gambischer Jurist und Politiker
- Jallow, Fatou (* 1996), gambische Schönheitskönigin und vermutliches Vergewaltigungsopfer
- Jallow, Foday A. (* 1975), gambischer Politiker
- Jallow, Habsana, gambische Politikerin
- Jallow, Haddy (* 1985), schwedische Schauspielerin
- Jallow, Hassan, gambischer Politiker
- Jallow, Hassan Bubacar (* 1951), gambischer Jurist
- Jallow, Isatou (* 1997), gambische Fußballspielerin
- Jallow, Jerreh (* 1994), gambischer Musiker
- Jallow, Kabba († 2017), gambischer Fußballtrainer
- Jallow, Karim (* 1997), deutscher BasketballspielerKarim Jallow (* 1997)

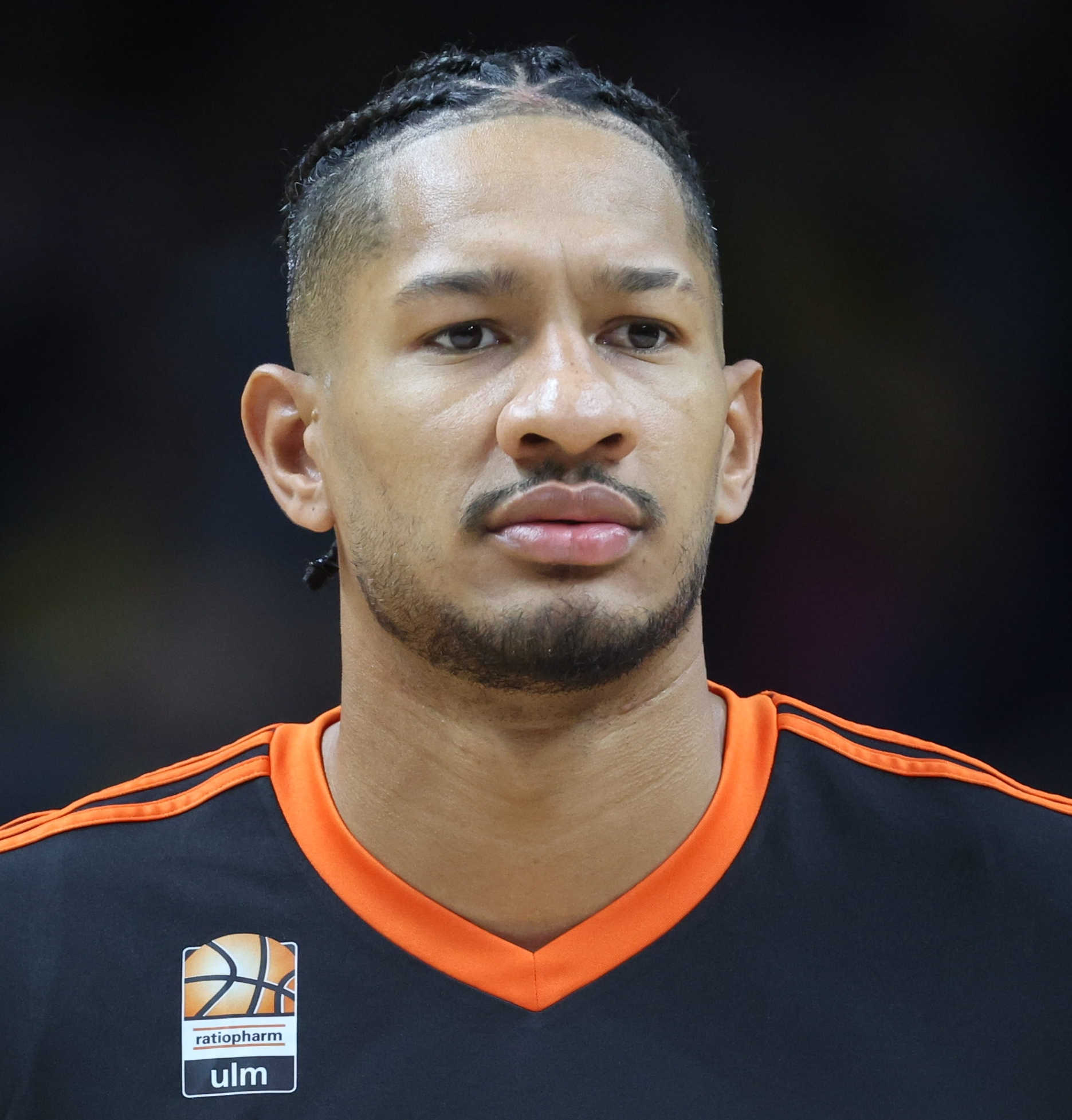
Karim Jallow (* 1997)

- Jallow, Kasum, gambischer Politiker
- Jallow, Kebba (* 1973), gambischer Politiker
- Jallow, Lamin (* 1995), gambischer Fußballspieler
- Jallow, Lamin Wollom S., gambischer Politiker
- Jallow, Maimouna (* 2005), gambische Sprinterin
- Jallow, Mariama T. (* 1994), gambische Leichtathletin
- Jallow, Mariatou (* 1954), gambische Politikerin und Medizinerin
- Jallow, Momodou Kebba, gambischer Politiker und Diplomat
- Jallow, Muhammed B. S. (* 1960), gambischer Politiker und Verwaltungsbeamter
- Jallow, Neneh (* 2000), gambische Fußballspielerin
- Jallow, Ousman (* 1988), gambischer Fußballspieler
- Jallow, Pa († 2008), gambischer Botschafter und Generaldirektor des Nachrichtendienst
- Jallow, Pa Musa, gambischer Politiker und Verwaltungsbeamter
- Jallow, Pierre (* 1943), gambischer Leichtathlet
- Jallow, Samba (* 1974), gambischer Politiker
- Jallow, Sanna, gambischer Politiker
- Jallow, Sanu (* 2003), gambisch-US-amerikanische Leichtathletin
- Jallow, Sira (* 2004), gambische Schachspielerin
- Jallow, Tamsir (1941–2015), gambischer Politiker und Diplomat
- Jallow, Yaya († 2020), gambischer Politiker und Diplomat
- Jallow, Zainab, gambische Molekularbiologin
- Jallu, Louise (* 1994), französische Jazz- und Weltmusikerin (Bandoneon, Komposition)

### Jalm
- Jalmaani, Ammante (1948–2021), philippinischer Schwimmer

### Jaln
- Jalnasow, Julia (* 1987), deutsche Kamerafrau

### Jalo

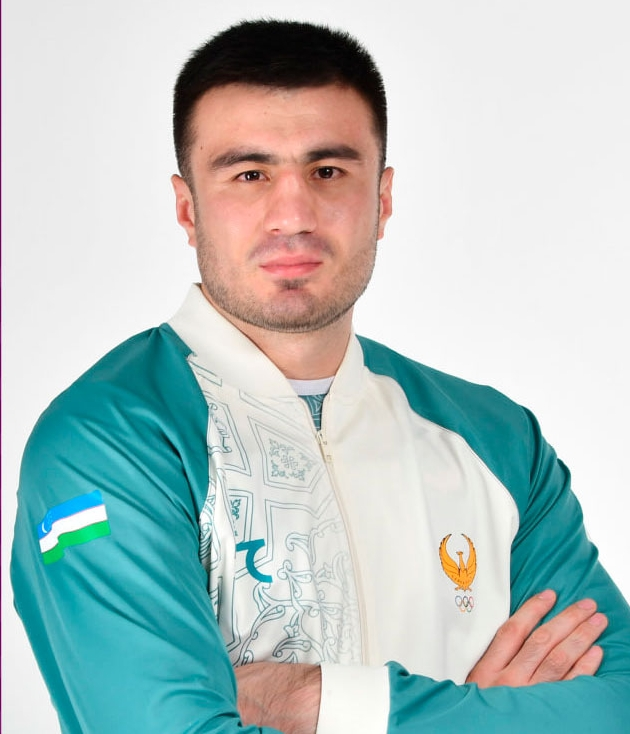
Bahodir Jalolov (* 1994)

- Jalo, Risto (* 1962), finnischer Eishockeyspieler und -funktionär
- Jałocha, Jan (* 1957), polnischer Fußballspieler
- Jaloliddinov, Jasurbek (* 2002), usbekischer Fußballspieler
- Jalolov, Bahodir (* 1994), usbekischer BoxerBahodir Jalolov (* 1994)
- Jalonen, Jukka (* 1962), finnischer Eishockeyspieler und -trainer
- Jalonen, Kari (* 1960), finnischer Eishockeyspieler und -trainer
- Jalonen, Olli (* 1954), finnischer Schriftsteller
- Jalongo, Valerio (* 1960), italienischer Filmregisseur und Drehbuchautor
- Jaloustre, Georges (1875–1951), französischer Jurist und monegassischer Staatsminister
- Jaloux, Edmond (1878–1949), französischer Schriftsteller und Literaturkritiker
- Jalovecký, Matúš (* 1997), slowakischer Volleyballspieler
- Jalowenko, Roman (* 1997), ukrainischer Fußballspieler
- Jalowetz, Heinrich (1882–1946), österreichischer Dirigent und Komponist
- Jałowiecki, Bolesław (1846–1918), polnisch-russischer Ingenieur und Unternehmer
- Jalowietzki, Bogdan (* 1967), deutscher Volleyballspieler und -trainer
- Jalowietzki, Jan (* 1996), deutscher Volleyballspieler
- Jalowzewa, Wiktorija (* 1977), kasachische Sprinterin

### Jalt
- Jalta, jüdische Gelehrte
- Jaltyrjan, Armenak Warteressowitsch (1914–1999), sowjetischer Ringer

### Jalu
- Jaluzot, Jules (1834–1916), französischer Unternehmer und Politiker

### Jalv
- Jalvi, Pedar (1888–1916), samischer Dichter und Lehrer in Finnland
- Jalving, Anna (* 1991), dänische Geigerin (Neue Musik, Improvisationsmusik)